# Micaela Almonester de Pontalba
Micaela Leonarda Antonia Almonester de Pontalba, född 6 november 1795, död 20 april 1874, var en amerikansk entreprenör bosatt i New Orleans. Hon tillhör de mest uppmärksammade gestalterna ur New Orleans historia och har blivit föremål för en opera (Pontalba) och flera romaner. Hon ritade och lät uppföra husen Pontalba Buildings på Jackson Square, i French Quarter i New Orleans.
Micaela Almonester var dotter till den förmögne spanskättade politikern Andres Almonaster y Rojas och den franskättade Louise de la Ronde och blev vid faderns död 1798 stadens rikaste flicka. Hon uppfostrades av ursuliner-nunnorna på la Rue Conde, nuvarande Chartres Street. 
Hon blev 1811 bortgift med sin kusin Xavier Celestin Delfau de Pontalba och bosatte sig med honom på slottet Pontalba utanför Paris tillsammans med sin svärfar, baron Joseph Delfau de Pontalba. Svärfadern tvingade henne att skriva över alla sina pengar på sin make och hindrade henne från att hälsa på sin familj, och hon blev en fånge hos sin svärfamilj. Hon inledde rättsförhandlingar för att kunna separera från maken, men förlorade dem på grund av den franska äktenskapslagen. Svärfadern sköt henne 19 oktober 1834 i bröstet och händerna med ett par duellpistoler innan han begick självmord. 
Hon lyckades slutligen få tillstånd att flytta ifrån maken, dock utan att skilja sig, och flyttade sedan tillbaka till New Orleans, där hon tilldömdes äganderätten över sina pengar. Hon beskrivs som slug, intelligent, nöjeslysten och affärsmässig. 
Hon uppförde på 1840-talet Pontalba Buildings för $300,000; Jenny Lind övernattade där 1851, varpå Pontalba auktionerade de möbler som funnits på hennes rum. Hon uppförde också Hôtel de Pontalba i Paris, senare USA:s ambassad.